# Edoardo Mariani
Edoardo Mariani (Milán, Provincia de Milán, Italia, 5 de marzo de 1893 - Pisa, Provincia de Pisa, Italia, 7 de enero de 1956) fue un futbolista italiano. Se desempeñaba en la posición de delantero.

## Selección nacional
Fue internacional con la selección de fútbol de Italia en 4 ocasiones. Debutó el 17 de marzo de 1912, en un encuentro ante la selección de Francia que finalizó con marcador de 4-3 a favor de los franceses.

## Clubes
| Club            | País   | Año         |
| --------------- | ------ | ----------- |
| A. C. Milan     | Italia | 1909 - 1910 |
| Genoa C. F. C.  | Italia | 1910 - 1915 |
| A. C. Milan     | Italia | 1918 - 1920 |
| Genoa C. F. C.  | Italia | 1920 - 1924 |
| S. S. Lazio     | Italia | 1924 - 1925 |
| Savona F. B. C. | Italia | 1925 - 1927 |

## Palmarés

### Campeonatos nacionales
| Título  | Club           | País   | Año     |
| ------- | -------------- | ------ | ------- |
| Serie A | Genoa C. F. C. | Italia | 1914-15 |
| Serie A | Genoa C. F. C. | Italia | 1922-23 |
| Serie A | Genoa C. F. C. | Italia | 1923-24 |